# Federation Seas at Risk
Seas At Risk (SAR) ist ein Zusammenschluss europäischer Nichtregierungsorganisationen, deren gemeinsames Ziel es ist, die marine Umwelt der europäischen Meere und des Nordatlantik zu schützen. Die Organisation arbeitet auf europäischer Ebene und setzt sich für nachhaltige Umwelt- und Fischereigesetzgebung der EU ein. Der Zusammenschluss mit Sitz in Brüssel wurde 1986 gebildet. Am 7. Februar 1989 wurde er als Stiftung errichtet und ist seit dem 1. Januar 2007 eine belgische Non-Profit-Organisation. Gründungsmitglied ist die Deutsche Aktionskonferenz Nordsee e.V.

## Mitglieder
Es gibt 34 Mitgliedsorganisationen aus 17 Ländern (Stand September 2016).
SAR hat in mehreren interstaatlichen Gremien Beobachterstatus. Weiterhin begleitet SAR auch die Arbeit der Internationalen Seeschifffahrts-Organisation (IMO), der OSPAR sowie der Internationalen Nordseeschutzkonferenz (INK).